# Vestjysk Bank Stadion
Vestjysk Bank Stadion er et fodboldstadion ved Sportium i Varde, som er hjemmebane for Varde IF. 